# Ann Marie Flynn
Ann Marie Flynn (* 17. August 1938 in New York City; † 22. Juli 2021) war eine US-amerikanische Hochspringerin.
Bei den Olympischen Spielen 1956 in Melbourne belegte Flynn im Hochsprung-Wettkampf den 19. Rang. Von 1957 bis 1959 wurde sie AAU-Hallmeisterin und gewann bei den Panamerikanischen Spielen 1959 in Chicago die Goldmedaille.
Ihre persönliche Bestleistung von 1,65 m stellte sie am 18. Juli 1958 in Philadelphia auf.
Später zog sie nach Westport in Kalifornien, wo sie 10 Jahre lang als Stadträtin tätig war.